# بوني سيبيدا
بوني سيبيدا هو ملحن ومغني دومينيكاني، ولد في 5 يونيو 1952 في سانتو دومينغو في جمهورية الدومينيكان.

## وصلات خارجية
- بوني سيبيدا على موقع ميوزك برينز (الإنجليزية)
- بوني سيبيدا على موقع ديسكوغز (الإنجليزية)